# تامپونالا
تامپونالا (به لاتین: Tamponala) یک منطقهٔ مسکونی در ماداگاسکار است که در سوآناندریان (منطقه) واقع شده‌است.
 تامپونالا  ۱۰٬۰۰۰ نفر جمعیت دارد و ۸۹۸ متر بالاتر از سطح دریا واقع شده‌است.